# Mark Higgins

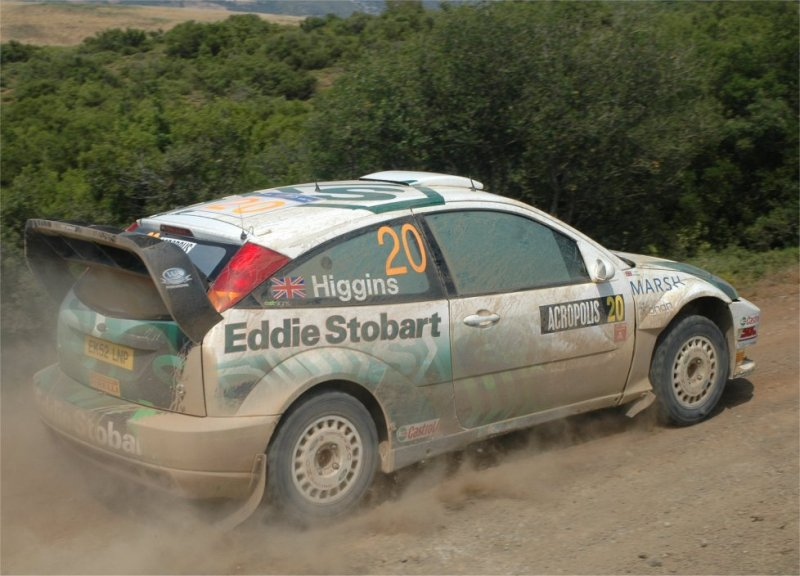
A 2005-ös Akropolisz-ralin

Mark Higgins (Man-sziget, 1971. május 21. –) brit raliversenyző, háromszoros brit ralibajnok. Testvére, David Higgins szintén sikeres raliversenyző.

## Pályafutása
1997-ben, 2005-ben, majd 2006-ban megnyerte a brit ralibajnokságot.
1990-óta vesz részt a világbajnokság futamain is. A 2002-es brit ralin elért hatodik helyezésével megszerezte pályafutása első abszolút világbajnoki pontját. 2004-ben, 2005-ben és 2007-ben az N csoportos világbajnokság értékelésébe nevezett. Első évében tizenhatodik, 2005-ben a tizenharmadik helyen zárt. A 2007-es szezonban első lett a Mexikó-ralin, valamint több alkalommal volt pontszerző, végül a harmadik helyen zárta a bajnokságot.

## Külső hivatkozások
- Hivatalos honlapja
- Profilja az ewrc.cz honlapon
- Profilja a rallybase.nl honlapon